# Andrea Viglongo
Andrea Viglongo (Torino, 15 agosto 1900 – Torino, 17 dicembre 1986) è stato un editore e giornalista italiano, uomo di cultura di forte impegno civile, amico e compagno di Gramsci e Gobetti, e fondatore della casa editrice Viglongo.